# 1961 en photographie
| Années de la photographie : 1958 - 1959 - 1960 - 1961 - 1962 - 1963 - 1964    |
| Décennies de la photographie : 1930 - 1940 - 1950 - 1960 - 1970 - 1980 - 1990 |

Cet article présente les faits marquants de l'année 1961 en photographie.

## Évènements
- Création en France de l'émission télévisée Chambre noire consacrée à la photographie, sur la deuxième chaîne de l'ORTF, par Michel Tournier et Albert Plécy ; elle est diffusée jusqu'en 1969[1].
- Dissolution de la coopérative photographique japonaise Vivo, créée en juillet 1957.
- Le photographe de mode américain Clifford Coffin publie sa dernière image dans Harper's Bazaar et prend sa retraite de la photographie[2].
- La Bibliothèque nationale de France acquiert les photographies de l'agence Rol concernant l'actualité et le sport (plus de 130000 clichés)  ainsi que celles de l'Agence de presse Meurisse et de Mondial Photo-Presse[3],[4].
- 13 juin : André Jammes organise à la librairie Nicolas Rauch à Genève la première vente aux enchères spécialisée en photographies en Europe[5],[6].
- septembre : 
  - création au Japon de l'entreprise Sigma Corporation spécialisée dans la fabrication d'appareils et d'objectifs photographiques.
  - commercialosation du Canon 7, un appareil photo télémétrique à obturateur plan focal équipé d'un posemètre au sélénium intégré[7].

## Photographies notables
- 15 août : Peter Leibing, Saut vers la liberté : à Berlin, un jeune policier de la Volkspolizei-Bereitschaften (de), Conrad Schumann, saute par-dessus les barbelés de la frontière séparant la RDA de la RFA[8].

- nuit du 17 octobre : les photographes Georges Azenstarck, Élie Kagan et Jean Texier documentent les ratonnades de la police parisienne contre les Algériens sous les ordres du préfet Maurice Papon[9],[10].

- Henri Cartier-Bresson, Alberto Giacometti à la Galerie Maeght, Paris (en)[11].

## Livres de photographies
- Bill Brandt (préf. Lawrence Durrell), Perspective of Nudes, Londres, The Bodley Head ; édition française Perspectives sur le nu, Paris, Éditions Prisma (90 photographies)[12].
- Georg Gerster, Sahara: desert of destiny, traduit par Stewart Thomson, éd. Coward-McCann, New York, 1961 ; réédition : Kessinger Publishing, Whitefish, Montana, 2009  (ISBN 978-1-10485-368-6) et 2010  (ISBN 978-1-16382-411-5).
- Georgina Masson, Italian Gardens, Londres, Thames and Hudson, 1961, 300 p.[13].

- Sakae Tamura, Tamagawa no tori (多摩川の鳥?) [Oiseaux de la rivière Tama], Tokyo, Seibundo-Shinkosha.

## Études, essais, articles
- Roland Barthes, « Le message photographique », Communications, vol. 1, no 1,‎ 1961, p. 127-138 (lire en ligne)[14].
- Claude Frère, « Les couvertures de Paris Match », Communications, vol. 1, no 1,‎ 1961, p. 194-201 (lire en ligne).
- (en) Philippe Halsman, Halsman on the Creation of Photographic Ideas, New York, Ziff-Davis Publishing Company, 1961, 91 p.
- (de) Liselotte Strelow, Das manipulierte Menschenbildnis oder die Kunst, fotogen zu sein, Düsseldorf, Econ Verlag, 320 p. : la photographe y analyse la manipulation des photographies[15].

## Expositions
- 25 janvier - 25 février : U.R.S.S. d'aujourd'hui, Institut pédagogique national, Paris[16].
- mai - juillet : Paris vu par les premiers photographes : daguerréotypes et procédés anciens, Musée du Conservatoire national des arts et métiers, Paris.
- 29 septembre - 29 octobre : Menschen im Krieg : Photos von Robert Capa, Kunstgewerbemuseum, Zürich[17].
- 20 octobre - 19 novembre : Daguerre 1787-1851 et les premiers daguerréotypes francais, Bibliothèque nationale, Paris, commissaires d'exposition Jean Adhémar et Beaumont Newhall[18].
- décembre : Robert Capa, galerie Kodak, Paris[19].

## Festivals et congrès photographiques
- 14e et dernier Salon national de la photographie, Bibliothèque nationale, Paris[20].
- Salon international du portrait photographique, Paris, Bibliothèque nationale[21],[22].

## Prix et récompenses
- Prix Niépce : Jean-Dominique Lajoux.
- Prix Nadar : Jean Dieuzaide pour Catalogne romane, éditions Zodiaque.
- Médaille David-Octavius-Hill : non décernée.
- Prix culturel de la Société allemande de photographie : Jogn Eggert (de), Hilmar Pabel (de), August Sander et Gustav Wilmanns (de).
- Prix Robert Capa Gold Medal : non décerné.
- Prix Pulitzer de photographie : Yasushi Nagao, photographe au Mainichi shinbun pour Tokyo Stabbing, montrant l'étudiant d'extrême droite Otoya Yamaguchi poignardant Inejirō Asanuma, le président du Parti socialiste japonais, le 12 octobre 1960[23] ; il est le premier photographe non américain à recevoir ce prix[24].
- Yousuf Karsh reçoit le Golden Plate Award de l'American Academy of Achievement.
- Prix de la Société de photographie du Japon / prix annuel : Tokutarō Tanaka / contributions remarquables : Edward Steichen.
- World Press Photo de l'année : Yasushi Nagao[25].

## Naissances
- 6 février : Antoine Agoudjian, photographe français d'origine arménienne, lauréat en 2017 du Prix Bayeux Calvados-Normandie des correspondants de guerre.
- 23 avril : Afsaneh Afkhami, photographe plasticienne française d’origine iranienne, spécialisée dans la photographie de danse.
- 24 avril : Carolyn Cole, photographe reporter américaine, lauréate en 2006 du Prix Pulitzer de la photographie d'article de fond.
- 5 mai : Éric Poitevin, photographe et plasticien français.
- 6 mai : Marjaana Kella, photographe finlandaise.
- 16 mai : Éric Bouvet, photojournaliste français.
- 13 septembre : Karim Ramzi, photographe professionnel de mode et de portraits franco-marocain.
- 22 septembre : Li Zhensheng, photographe de presse chinois, mort le 23 juin 2020.
- 19 novembre : 
  - Antoine d'Agata, photographe et cinéaste français, lauréat en 2001 du prix Niépce.
  - Igor Mukhin, photographe indépendant russe.
- 20 novembre : Ricky Powell, photographe portraitiste américain, mort le 1er février 2021.
- 2 décembre : Kays Djilali, photographe algérien, mort le 14 juin 2020.
- 20 décembre : André Gunthert, historien de l'art français, spécialiste d'histoire de la photographie et de l'édition illustrée.
- 21 décembre : Éric Franceschi, photojournaliste indépendant français.

- Date précise inconnue ou non renseignée :
  - Bruno Boudjelal, photographe franco-algérien, lauréat en 2015 du Prix Nadar.
  - Peter Bialobrzeski, photographe et professeur de photographie allemand.
  - Denis Darzacq, photographe français, membre de l'agence Vu, lauréat en 2012 du Prix Niépce.
  - Hassan Hajjaj, designer et photographe marocain.
  -  Barry Pottle, photographe et artiste visuel canadien inuk.
  - Callie Shell, photographe américaine.
  - Yuan Gong, artiste et photographe chinois.

## Décès
- 30 janvier ; Max Kettel, reporter-photographe suisse, né le 4 février 1902.
- 20 mai : Céline Laguarde, photographe amatrice française, du mouvement artistique des pictorialistes, née le 2 novembre 1873.
- 24 septembre : Julien Mandel, photographe polonais, né le 1er janvier 1891.
- 25 octobre : 
  - Giuseppe Cavalli, photographe italien, né le 29 novembre 1904.
  - Mary Willumsen, photographe danoise, née le 13 juillet 1884.
- 26 octobre : François Antoine Vizzavona, photographe et éditeur français, né le 22 mars 1876.
- 11 novembre : Giuseppe Enrie, photographe professionnel italien qui a pris en 1931, les seconds clichés officiels du suaire de Turin après ceux pris en 1898 par Secondo Pia, né le 9 novembre 1886.
- 2 décembre : Kays Djilali, photographe et maquettiste algérien, mort le 14 juin 2020.

## Célébrations
Centenaire de naissance
- Guido Boggiani
- Paul Boyer
- Henri-Gédéon Daloz
- Léon François-Francis de Jongh
- Venancio Gombau
- Émile Hamonic
- Lina Jonn
- Kamei Koreaki
- Adolf Mas i Ginesta
- Wallace Nutting
- Guido Rey
- Frank Rinehart
- Eugene de Salignac
- August Stauda
- Suzanne Tranchant
- Alberto G. Valdeavellano
- Edith Watson

Centenaire de décès
- Antoine Fauchery
- Marcellin Jobard
- Étienne Casimir Oulif